# 巴伐利亞的瑪蒂爾德 (1877-1906)
巴伐利亞的瑪蒂爾德（德語：Mathilde von Bayern，1877年8月17日—1906年8月6日），巴伐利亞國王路德維希三世的第三女。
1900年，瑪蒂爾德與薩克森-科堡-哥達的路德維希·加斯頓結婚，兩人共有1子1女：
1. 安東尼奧（1901年—1970年）
2. 瑪麗亞·伊瑪科拉塔（1904年—1940年）

1906年，瑪蒂爾德因結核病去世，年僅28歲。1910年，她的诗集被出版。